# لويد هيرنغ
لويد هيرنغ (بالإنجليزية: Lloyd Herring)‏ (3 أبريل 1871 في أستراليا - 5 أغسطس 1922 في أستراليا) هو لاعب كريكت أسترالي. لعب مع فريق غرب أستراليا للكريكت ‏.

## وصلات خارجية
- لويد هيرنغ على موقع إي آس بي آن كريك إنفو (الإنجليزية)